# Feistritz im Rosental
Feistritz im Rosental (słoweń. Bistrica v Rožu) – gmina targowa w Austrii, w kraju związkowym Karyntia, w powiecie Klagenfurt-Land. Według Austriackiego Urzędu Statystycznego liczyła 2485 mieszkańców (1 stycznia 2015).